# 中国公船拿捕事件
本項目では、1993年に発生した2件の中国公船拿捕事件（ちゅうごくこうせんだほじけん）について扱う。いずれも、中華人民共和国の法執行機関の取締船が日本などの民間船を密輸船と誤認して国際法違反の取締を行ったことで、海上保安庁により海賊容疑船として拿捕されたものである。海上保安大学校の廣瀬肇名誉教授は、「本件での中国船のとった行動のほとんどすべてが国際法違反だといってよいと思われる」と指摘している。

## 事件発生に至る経緯
1991年3月18日、東シナ海の公海上で操業中の山口船籍の漁船「八幡丸」（55トン、7名乗組）が国籍不明船による威嚇射撃ののち強行接舷され、船内を捜索されるという事件が発生した。その後も同種事案が生じたほか、乗組員全員を縛って金品・持物を強奪するという海賊行為も発生したことから、第十一管区海上保安本部では、同年4月7日以降、他の管区からも巡視船の派遣を受けつつ、常時1-2隻の体制で日本漁船の保護を目的とした東シナ海哨戒（ES哨戒）を開始していた。
7月17日を最後に事件の発生が途絶えたことから、専従哨戒は11月20日で中止されたものの、その後も散発的に同種事案が発生しており、1993年8月末までに78件に及んだ。このことから、海上保安庁では、引き続き大型巡視船を事件多発海域に常時配備するとともに、航空機による哨戒も随時実施していた。

## 中国公船「閩獅漁3632」拿捕事件
1993年1月14日午前3時30分頃，宮古島沖80キロ（北緯25度28分，東経125度43分）の公海上において、長崎県の漁業者が運航する巻網漁船団付属運搬船が、無灯火で接近してきた国籍不明船からサーチライトを照射されるとともに、2度にわたって威嚇射撃を受けた。国籍不明船は射撃の後さらに接近したが、日本船舶であることを確認して接舷しないまま去っていったため、漁船は第11管区本部にその旨を通報するとともに、この不明船をレーダーにて探知しつつ追跡した。
東シナ海で不審船警戒中であったしれとこ型巡視船「もとぶ」は午前3時41分頃にこの情報を入手、直ちにES部署を発動して現場海域に向けて急行した。またこの不明船が武装している上に海賊船の疑いがあることから、事前に武器の使用承認を第11管区本部長に要請し、海上保安庁長官から、武器を擬することの承認を得た。
「もとぶ」は漁船からの情報に基づき、午前6時57分頃、北緯25度10分・東経126度04分の公海上においてこの不明船を捕捉、国際信号旗および汽笛信号にて停船命令を意味する「L」の信号を送るとともに、拡声器および国際VHFを通じて中国語で停船命令を実施した。これに対し不明船はジグザグ航行など逃走を図ったものの、午前7時30分頃、北緯25度14分・東経126度05分の公海上でついに逃走を断念して停船、ブリッジの両舷に「中国海関」の看板を掲示した。
「もとぶ」は、備砲であるボフォース 60口径40mm機関砲および船上の射撃班の自動小銃を擬して援護しつつ、午前7時58分頃、高速警備救難艇によって自動小銃・拳銃を携行した派遣班8名を不明船に接舷・移乗させ、海賊容疑船としてこれを拿捕し、乗船者の武装解除や船内捜索、関係者の取調べ及び実況見分を実施した。まもなく増援の「はてるま」も到着し、通訳官を含む7名の海上保安官を追加で乗船させた。
この結果、海賊容疑船は舟山海関が漁船「閩獅漁（ミン・スウ・ユー）3632」を借り上げて取締船として用いているもので、海関の制服職員3名と民間人の乗組員20名が乗船していることが判明した。舟山海関は、密輸容疑船が久米島の西方海域にいるとの情報に基づき、1月12日に同船を出港させたが、出港が急であったため、通常は携行するはずの中国国旗や書類を携行できなかったとのことであった。射撃については、日本漁船を密輸容疑船と誤認して停船命令として行ったもので、接近してサーチライトを照射したところ船体に「丸」の文字を認めたために日本船と判断し、臨検を行わずに去っていったと述べた。
これらの情報を踏まえて、外交ルートを通じて中国に照会した結果、同船が中国当局の取締船であることが確認された。被拿捕船指揮官は「今後、公海上で外国船に対し発砲して警告することは許されないものであります」と述べ、中国政府も遺憾の意を表明した。6時42分、北緯25度21分・東経126度03分の公海上において当該船は釈放され、翌15日午後6時15分まで「もとぶ」の追尾監視を受けた。

## 中国公船「公辺319」拿捕事件
2月2日午後4時40分頃，北緯27度33分・東経125度58分の公海上において，鹿児島県の海運業者が運航する貨物船が台湾に向けて航行中、国籍不明船が約5メートルの距離まで接近し、約10発の威嚇射撃を受けた。貨物船は直ちに付近海域の東シナ海で不審船特別哨戒に当たっていた巡視船「もとぶ」に通報、その指示に従って日の丸を掲げて日本船であることを示すと、不明船はしばらく並走した後に離れていった。通報を受けた「もとぶ」は直ちにES部署を発動して現場に急行、那覇航空基地からもYS-11救難捜索機（LA791）が発進して不明船の監視に当たった。
一方、不明船は、日本船に続いて午後10時50分頃にはパナマ船籍の自動車運搬船にも威嚇射撃を行っており、LA791はこのパナマ船から情報を収集するとともに、不明船に対し国際VHF及び機外スビーカーで呼びかけたが、応答はなかった。2月3日午前0時24分頃、「もとぶ」は北緯27度56分・東経126度31分の公海上において不明船を発見、サーチライトを照射して船体を確認した。しかしこの際、「もとぶ」は自船の煙突の海上保安庁のマークを点灯して示していたにもかかわらず、不明船は同船を密輸船と誤認して追尾してきたため、「もとぶ」は逃走を装いつつつがる型巡視船「せっつ」およびしれとこ型巡視船「くだか」と会合、午前6時をもってE船隊を編成した。
「もとぶ」「くだか」は日の出を待って汽笛による注意喚起信号及び拡声器・国際VHFを通じた中国語での呼びかけを行い、続いて汽笛信号・旗旒および国際VHFを通じて停船命令を行ったが、いずれも無視されたため、E船隊各船は40mm・35mm機関砲および自動小銃を擬しつつ停船命令を続行したところ、8時6分頃、不明船は北緯26度59分・東経126度52分の公海上において停船し、船橋右舷側面に「公辺319」の看板を掲示した。8時18分頃、E船隊各船から派遣された3隻の高速警備救難艇により計23名が不明船に移乗し、海賊容疑船としてこれを拿捕、乗船者の武装解除や船内捜索、関係者の取調べ及び実況見分を実施した。
この結果、海賊容疑船は中国の政府機関である舟山辺防支隊が借り上げている取締船「公辺319」であり、辺防の制服職員3名が乗り組んでいることが判明した。同船の指揮官は公安辺防の少佐であったが、同船には民間人船員を指揮するため他にも3人の船長が乗り組んでおり、威嚇射撃はこの船長の1人が独断で行ったものであって、少佐は詳細を知らないと述べた。少佐は海上保安庁の存在自体を知らず、「もとぶ」を単なる不審船と判断して追跡を開始したところで後を民間人船長に任せて就寝してしまったが、朝になって船舶3隻と飛行機1機に包囲されていることを知り、高速警救艇及び防弾チョッキ姿の海上保安官と「海上保安庁」の文字を見て、日本の警察関係の公船であることを認識して、直ちに船長に停船を命じたとのことであった。少佐は中国国旗と「公辺319」の看板を掲げていたと思っていたが、実際は掲げられておらず、また公海上の外国船に対して威嚇射撃ができないとは思っていたが、その根拠が海洋法条約上の旗国主義であることは知らず、更には約2週間前の「閩獅漁3632」拿捕事件についても知らなかったとのことであった。
本件でも外交ルートを通じて中国に照会した結果、中国当局は同船が自国の取締船であることを認めて、遺憾の意を表明した。同船は午後8時43分に釈放された。この遺憾の意の表明の後には海賊とも公船ともつかない船舶の跳梁はほとんど姿を消すこととなった。